# Piper tortuosivenosum
Piper tortuosivenosum är en pepparväxtart som beskrevs av William Trelease. Piper tortuosivenosum ingår i släktet Piper och familjen pepparväxter. Inga underarter finns listade i Catalogue of Life.